# Кунэюсури
Кунэюсури (яп. クネユスリ, трясущий живую изгородь), или кунэкосури (яп. クネコスリ) — призрачное явление и существо в японском фольклоре. Представляет собой звук подобный тому, как будто кто-то вдруг сильно потряс живую изгородь. Кунэюсури редко кто видел, так как это существо, в основном, робкое и не представляющее опасности для животных и человека. Является товарищем адзуки-арая, другого призрачного явления, которое похоже на звук перекатывающейся в воде фасоли.

Кунэюсури и девочка (иллюстрация из «Ёкай-энциклопедии»)

Рассказы о кунэюсури были записаны в посёлке Какунодатэ (ныне — часть города Сембоку) в префектуре Акита на севере острова Хонсю.
Некоторые определяют кунэюсури как разновидность полтергейста, другие — как результат деятельности животных, ведущих ночной образ жизни.